# Équipe de Suisse de football en 1921
Cet article présente l'année 1921 pour l'équipe de Suisse de football.

## Bilan
|           | Nombre de matchs | Victoires | Défaites | Matchs nuls | Buts marqués | Buts encaissés |
| Domicile  | 2                | 0         | 0        | 2           | 3            | 3              |
| Extérieur | 2                | 0         | 2        | 0           | 1            | 4              |
| Neutre    | 0                | 0         | 0        | 0           | 0            | 0              |
| Total     | 4                | 0         | 2        | 2           | 4            | 7              |

## Matchs et résultats
| Match amical                                    | Italie                        | 2 - 1   | Suisse      | Campo Viale Lombardia, Milan                    |                                                 |
| 6 mars 1921 · 15h00 · Historique des rencontres | Migliavacca 5e · Cevenini 58e | (1 - 1) | 14e Fontana | Spectateurs : 20 000 Arbitrage : Marcel Slawick | Spectateurs : 20 000 Arbitrage : Marcel Slawick |
| 6 mars 1921 · 15h00 · Historique des rencontres | Rapport                       |         |             | Spectateurs : 20 000 Arbitrage : Marcel Slawick | Spectateurs : 20 000 Arbitrage : Marcel Slawick |

| Match amical                             | Pays-Bas                  | 2 - 0   | Suisse | Oude, Amsterdam                                      |                                                      |
| 28 mars 1921 · Historique des rencontres | Kessler 2e · Gupffert 13e | (2 - 0) |        | Spectateurs : 40 000 Arbitrage : Hagbard Vestergaard | Spectateurs : 40 000 Arbitrage : Hagbard Vestergaard |
| 28 mars 1921 · Historique des rencontres | Rapport                   |         |        | Spectateurs : 40 000 Arbitrage : Hagbard Vestergaard | Spectateurs : 40 000 Arbitrage : Hagbard Vestergaard |

| Match amical                             | Suisse                    | 2 - 2   | Autriche                  | Espenmoos, St-Gall                            |                                               |
| 1er mai 1921 · Historique des rencontres | Brand 46e · Friedrich 70e | (0 - 0) | 52e Kuthan · 63e Neubauer | Spectateurs : 8 000 Arbitrage : Carl Koppehel | Spectateurs : 8 000 Arbitrage : Carl Koppehel |
| 1er mai 1921 · Historique des rencontres | Rapport                   |         |                           | Spectateurs : 8 000 Arbitrage : Carl Koppehel | Spectateurs : 8 000 Arbitrage : Carl Koppehel |

| Match amical                                        | Suisse    | 1 - 1   | Italie         | Les Charmilles, Genève                      |                                             |
| 6 novembre 1921 · 15h00 · Historique des rencontres | Pache 57e | (0 - 1) | 10e Moscardini | Spectateurs : 12 000 Arbitrage : Hugo Meisl | Spectateurs : 12 000 Arbitrage : Hugo Meisl |
| 6 novembre 1921 · 15h00 · Historique des rencontres | Rapport   |         |                | Spectateurs : 12 000 Arbitrage : Hugo Meisl | Spectateurs : 12 000 Arbitrage : Hugo Meisl |